# Caronno Pertusella
Pour les articles homonymes, voir Caronno.
Caronno Pertusella est une commune de la province de Varèse dans la région Lombardie en Italie.

## Toponyme
Appelée Caronno, puis Caronno Milanese jusqu'en 1940. 
Caronno se réfère au prénom féminin Carona, mais pourrait dériver du latin columnae (miliares): les pierres de gué. La spécification correspond à l'italien pertugio: trou.

## Administration
| Période                                  | Période  | Identité             | Étiquette | Qualité |
| ---------------------------------------- | -------- | -------------------- | --------- | ------- |
| 30/5/2006                                | En cours | Augusta Maria Borghi |           | employé |
| Les données manquantes sont à compléter. |          |                      |           |         |

### Hameaux
Bariola, Pertusella, C. San Bernardino, C.na Croci, C.na San Grato

### Communes limitrophes
|         | Saronno            | Solaro              |
| Origgio | Caronno Pertusella | Cesate              |
| Lainate |                    | Garbagnate Milanese |